# Cowlington
Cowlington és un poble dels Estats Units a l'estat d'Oklahoma. Segons el cens del 2000 tenia 133 habitants.

## Demografia
Segons el cens del 2000, Cowlington tenia 133 habitants, 55 habitatges, i 38 famílies. La densitat de població era de 55,8 habitants per km².
Dels 55 habitatges en un 27,3% hi vivien nens de menys de 18 anys, en un 52,7% hi vivien parelles casades, en un 9,1% dones solteres, i en un 30,9% no eren unitats familiars. En el 30,9% dels habitatges hi vivien persones soles el 16,4% de les quals corresponia a persones de 65 anys o més que vivien soles. El nombre mitjà de persones vivint en cada habitatge era de 2,42 i el nombre mitjà de persones que vivien en cada família era de 3,03.
Per edats la població es repartia de la següent manera: un 27,8% tenia menys de 18 anys, un 7,5% entre 18 i 24, un 27,1% entre 25 i 44, un 19,5% de 45 a 60 i un 18% 65 anys o més.
L'edat mediana era de 36 anys. Per cada 100 dones de 18 o més anys hi havia 95,9 homes.
La renda mediana per habitatge era de 16.591 $ i la renda mediana per família de 19.167 $. Els homes tenien una renda mediana de 16.875 $ mentre que les dones 23.125 $. La renda per capita de la població era de 9.323 $. Entorn del 6,3% de les famílies i el 9,6% de la població estaven per davall del llindar de pobresa.

## Poblacions més properes
El següent diagrama mostra les poblacions més properes.